# Federazione calcistica della Siria
La Federazione calcistica siriana (in arabo الاتحاد السوري لكرة القدم, in inglese Federation Arab Syrian for Football acronimo FASF) è l'organo che governa il calcio nella Siria. Pone sotto la propria egida il campionato e la Nazionale siriana. Fu fondata nel 1936 ed è affiliata all'AFC e alla FIFA. L'attuale presidente è Salah Edeen Ramadan.